# Manjacaze
Manjacaze è un centro abitato del Mozambico, situato nella Provincia di Gaza.